# Фарадж Саид бен Ганем
Фарадж Саид бен Ганем (араб. فرج سعيد بن غانم‎; 1937, мухафаза Хадрамаут, Хадрамаут, Йеменское Мутаваккилийское королевство — 5 августа 2007) — йеменский политический и государственный деятель, премьер-министр Йемена (14 мая 1997 — 29 апреля 1998).
Вступил в должность премьер-министра после парламентских выборов 27 апреля 1997 года и не принадлежал ни к одной партии. Его кабинет из 28 человек был приведен к присяге 17 мая 1997 г. Менее чем через год его сменил Абдель Рахман Арьяни.
Сменил на этом посту Абду-ль-Азиза Абду-ль-Гани.